# Dieidolycus adocetus
Dieidolycus adocetus és una espècie de peix de la família dels zoàrcids i de l'ordre dels perciformes.

## Hàbitat
És un peix marí i d'aigües profundes que viu fins als 1.957 m de fondària.

## Distribució geogràfica
Es troba al Mar de Bismarck.

## Observacions
És inofensiu per als humans.